# Lucio Cecilio Metelo Dalmático

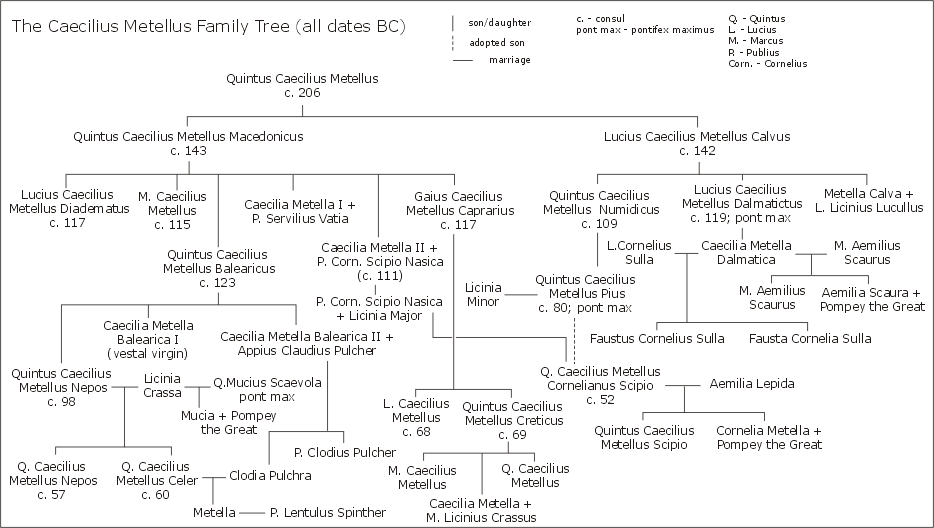
Genealogía de los Cecilio Metelo

Lucio Cecilio Metelo Dalmático (en latín, Lucius Caecilius L. f. Q. n. Metellus Dalmaticus) fue un militar y político de la República Romana, hijo de Lucio Cecilio Metelo Calvo. Fue miembro de la rama Metela de la gens Cecilia.

## Biografía
Nació alrededor de 160 a. C. Perteneciente a la facción de los optimates del Senado, estuvo en alianza política con Marco Emilio Escauro, Quinto Cecilio Metelo el Numídico, Cneo Domicio Enobarbo y Quinto Lutacio Cátulo entre otros.
Elegido cónsul en 119 a. C. junto con Lucio Aurelio Cota y llevado por su deseo de obtener un triunfo, declaró la guerra a los dálmatas, un pueblo asentado aproximadamente en los territorios que comprende la actual Croacia que no había hecho nada contra la República. Los dálmatas no opusieron ninguna resistencia. Después de pasar el invierno en Salona, la capital dálmata, regresó a Roma donde pidió y obtuvo los honores del triunfo y el cognomen de Dalmático. Con el botín de esta pseudoguerra restauró el templo de Cástor y Pólux. 
También recibió el cargo de pontífice máximo. Su decisión por la cuestión de las vestales en el juicio de 114 a. C. fue en general condenada. 
Todavía vivía en el año 100 a. C., ya que es mencionado como uno de los senadores de alto rango que combatió al tribuno de la plebe Lucio Apuleyo Saturnino, contribuyendo así a la vuelta a Roma de su hermano Quinto Cecilio Metelo Numídico desterrado de Roma por no jurar una ley del citado tribuno de la plebe.
Fue padre de Lucio Cecilio Metelo y de Cecilia Metela, que se casó con Marco Emilio Escauro y, cuando el Príncipe del Senado murió durante la guerra Social, contrajo matrimonio con Lucio Cornelio Sila con el que tuvo a los gemelos Fausta Sila y Fausto Sila.